# Paguridae
Famille
Les Paguridae sont une famille de crustacés décapodes. La plupart des espèces de cette famille sont des bernard-l'ermite ou bernard-l'hermite (avec ou sans trait d'union) aussi appelés « pagures ».

## Description et caractéristiques
Ces bernard-l'ermite ont pour caractéristique d'avoir une pince droite généralement plus grosse que la gauche, ce qui les différencie des Diogenidae.
Le genre Paguritta se distingue par le fait qu'il vit dans un trou creusé dans le corail plutôt qu'une coquille, et dont il ne sort généralement jamais. 

## Liste des genres
Selon World Register of Marine Species (11 avril 2014) :
- genre Acanthopagurus de Saint Laurent, 1968
- genre Agaricochirus McLaughlin, 1981
- genre Alainopaguroides McLaughlin, 1997
- genre Alainopagurus Lemaitre & McLaughlin, 1995
- genre Alloeopagurodes Komai, 1998
- genre Anapagrides de Saint Laurent-Dechancé, 1966
- genre Anapagurus Henderson, 1886
- genre Anisopagurus McLaughlin, 1981
- genre Bathiopagurus McLaughlin, 2003
- genre Bathypaguropsis McLaughlin, 1994
- genre Boninpagurus Asakura & Tachikawa, 2004
- genre Bythiopagurus McLaughlin, 2003
- genre Catapaguroides A. Milne-Edwards & Bouvier, 1892
- genre Catapaguropsis Lemaitre & McLaughlin, 2006
- genre Catapagurus A. Milne-Edwards, 1880
- genre Ceratopagurus Yokoya, 1933
- genre Cestopagurus Bouvier, 1897
- genre Chanopagurus Lemaitre, 2003
- genre Cycetopagurus McLaughlin, 2004
- genre Decaphyllus de Saint Laurent, 1968
- genre Dentalopagurus McLaughlin, 2007
- genre Diacanthurus McLaughlin & Forest, 1997
- genre Discorsopagurus McLaughlin, 1974
- genre Elassochirus Benedict, 1892
- genre Enallopaguropsis McLaughlin, 1981
- genre Enallopagurus McLaughlin, 1981
- genre Enneobranchus García-Gómez, 1988
- genre Enneopagurus McLaughlin, 1997
- genre Enneophyllus McLaughlin, 1997
- genre Forestopagurus García-Gómez, 1995
- genre Goreopagurus McLaughlin, 1988
- genre Hachijopagurus Osawa & Okuno, 2003
- genre Haigiopagurus McLaughlin, 2005
- genre Icelopagurus McLaughlin, 1997
- genre Iridopagurus de Saint Laurent-Dechancé, 1966
- genre Labidochirus Benedict, 1892
- genre Lithopagurus Provenzano, 1968
- genre Lophopagurus McLaughlin, 1981
- genre Manucomplanus McLaughlin, 1981
- genre Michelopagurus McLaughlin, 1997
- genre Micropagurus McLaughlin, 1986
- genre Munidopagurus A. Milne-Edwards & Bouvier, 1893
- genre Nematopaguroides Forest & de Saint Laurent, 1968
- genre Nematopagurus A. Milne-Edwards & Bouvier, 1892
- genre Orthopagurus Stevens, 1927
- genre Ostraconotus A. Milne-Edwards, 1880
- genre Paguridium Forest, 1961
- genre Paguritta Melin, 1939
- genre Pagurixus Melin, 1939
- genre Pagurodes Henderson, 1888
- genre Pagurodofleinia Asakura, 2005
- genre Pagurojacquesia de Saint Laurent & McLaughlin, 2000
- genre Pagurus Fabricius, 1775
- genre Parapagurodes McLaughlin & Haig, 1973
- genre Patagurus Anker & Paulay, 2013
- genre Phimochirus McLaughlin, 1981
- genre Pliopagurus Komai, 2013
- genre Porcellanopagurus Filhol, 1985
- genre Propagurus McLaughlin & de Saint Laurent, 1998
- genre Protoniopagurus Lemaitre & McLaughlin, 1996
- genre Pseudopagurodes McLaughlin, 1997
- genre Pteropagurus McLaughlin & Rahayu, 2006
- genre Pumilopagurus McLaughlin & Rahayu, 2008
- genre Pygmaeopagurus McLaughlin, 1986
- genre Pylopaguridium McLaughlin & Lemaitre, 2001
- genre Pylopaguropsis Alcock, 1905
- genre Pylopagurus A. Milne-Edwards & Bouvier, 1893
- genre Rhodochirus McLaughlin, 1981
- genre Scopaeopagurus McLaughlin & Hogarth, 1998
- genre Solenopagurus de Saint Laurent, 1968
- genre Solitariopagurus Türkay, 1986
- genre Spathapagurus Lemaitre & Felder, 2011
- genre Spiropagurus Stimpson, 1858
- genre Tarrasopagurus McLaughlin, 1997
- genre Tomopaguroides Balss, 1912
- genre Tomopaguropsis Alcock, 1905
- genre Tomopagurus A. Milne-Edwards & Bouvier, 1893
- genre Trichopagurus de Saint Laurent, 1968
- genre Turleania McLaughlin, 1997
- genre Xylopagurus A. Milne-Edwards, 1880

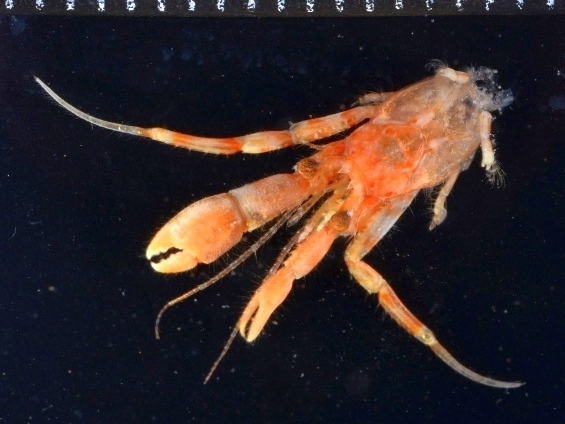
Anapagurus hendersoni
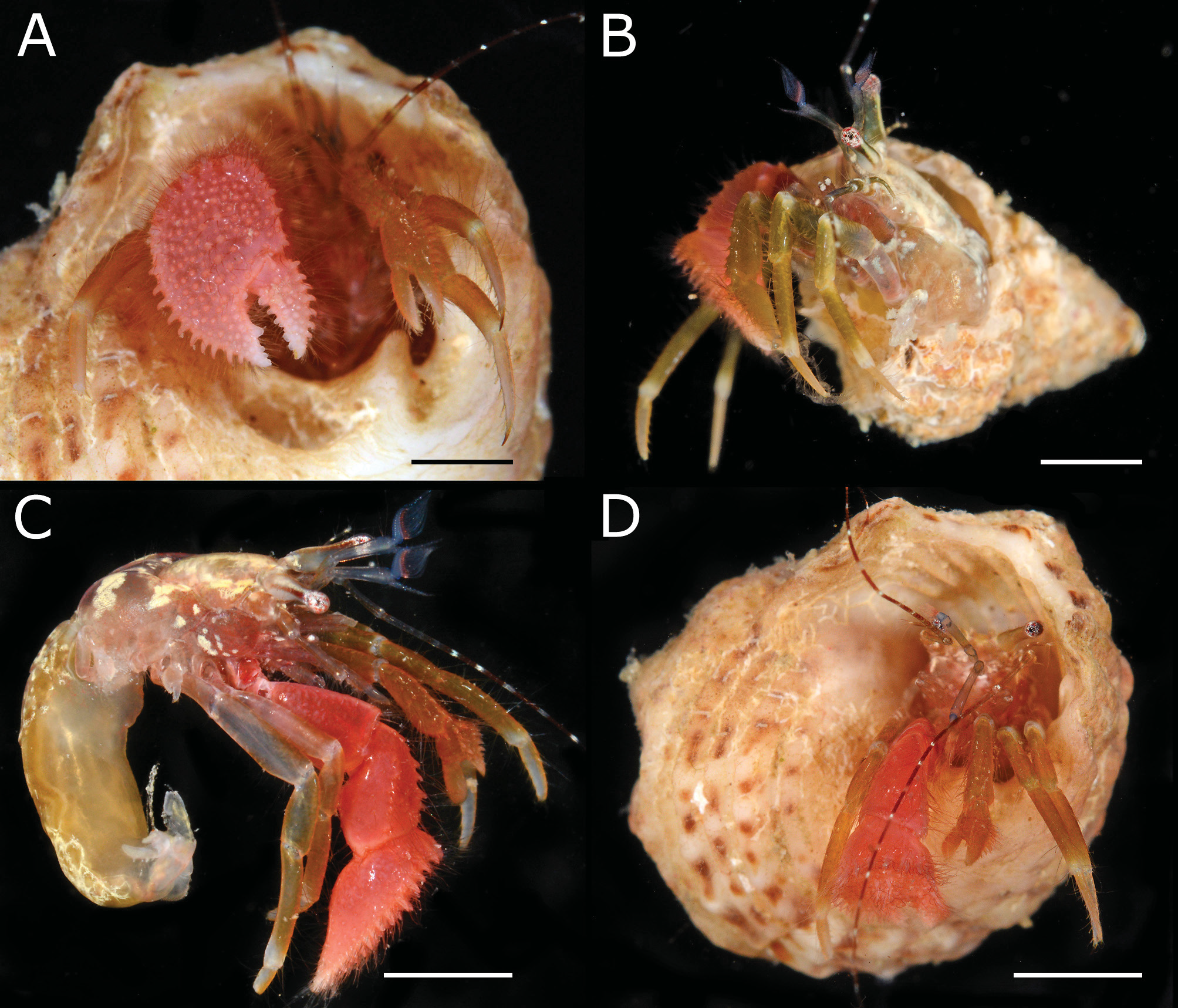
Anisopagurus asteriscus
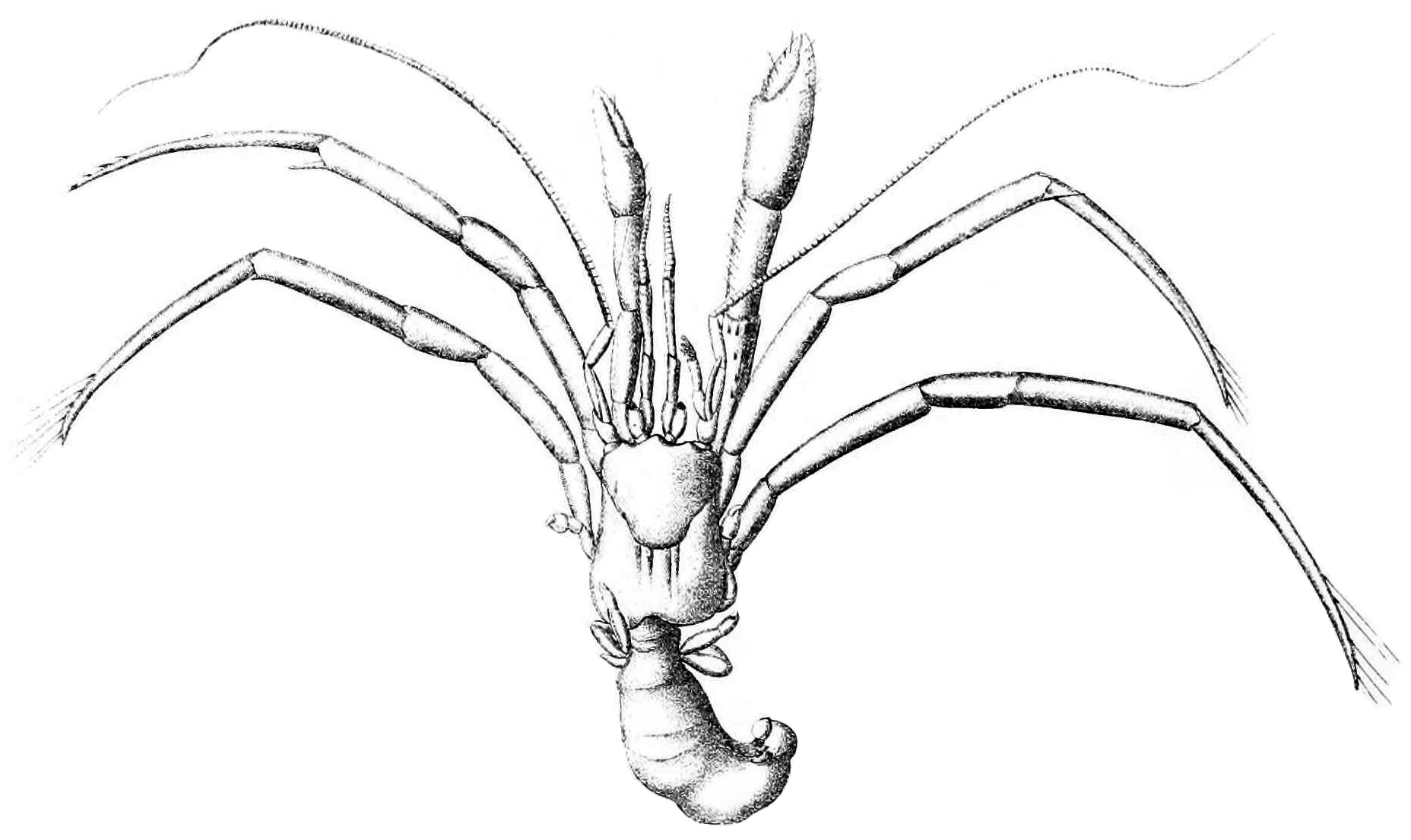
Catapaguroides microps
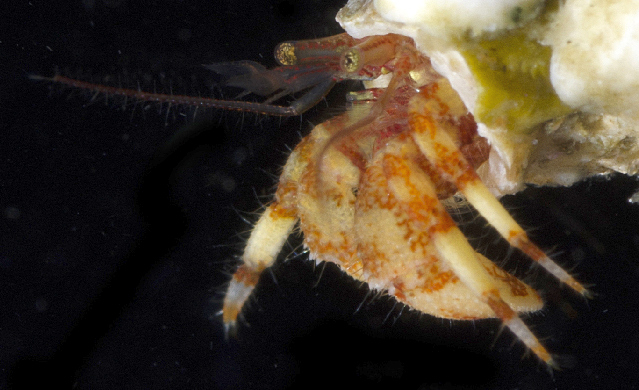
Discorsopagurus schmitti
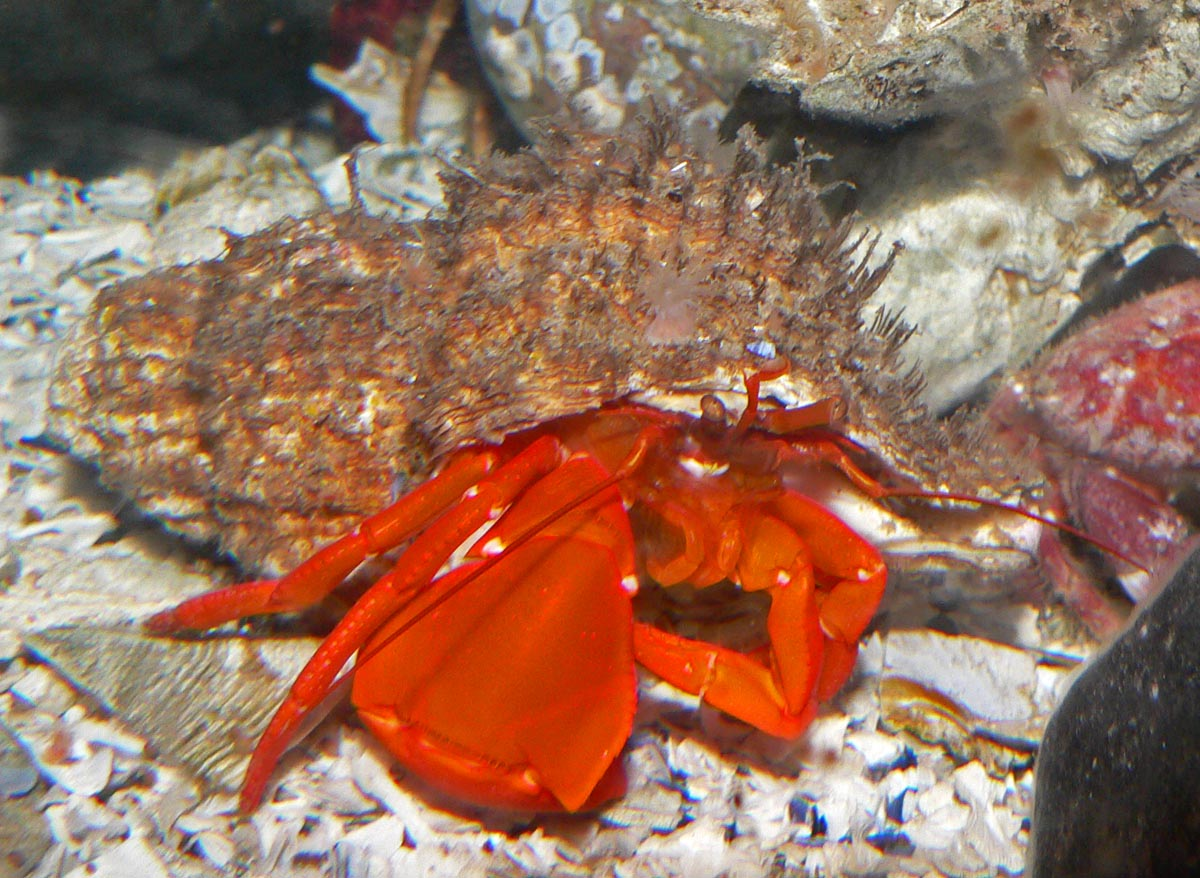
Elassochirus gilli
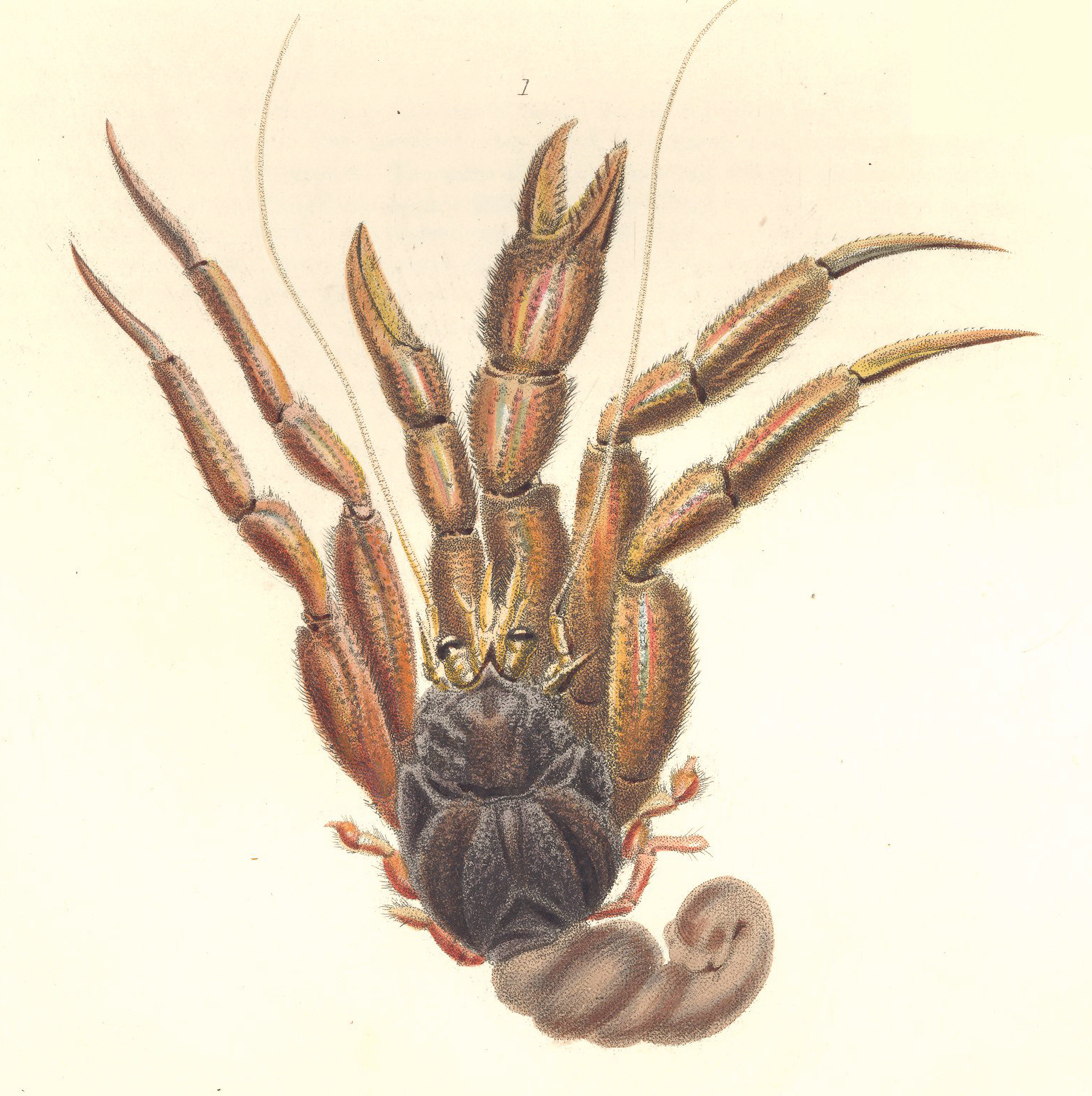
Labidochirus splendescens
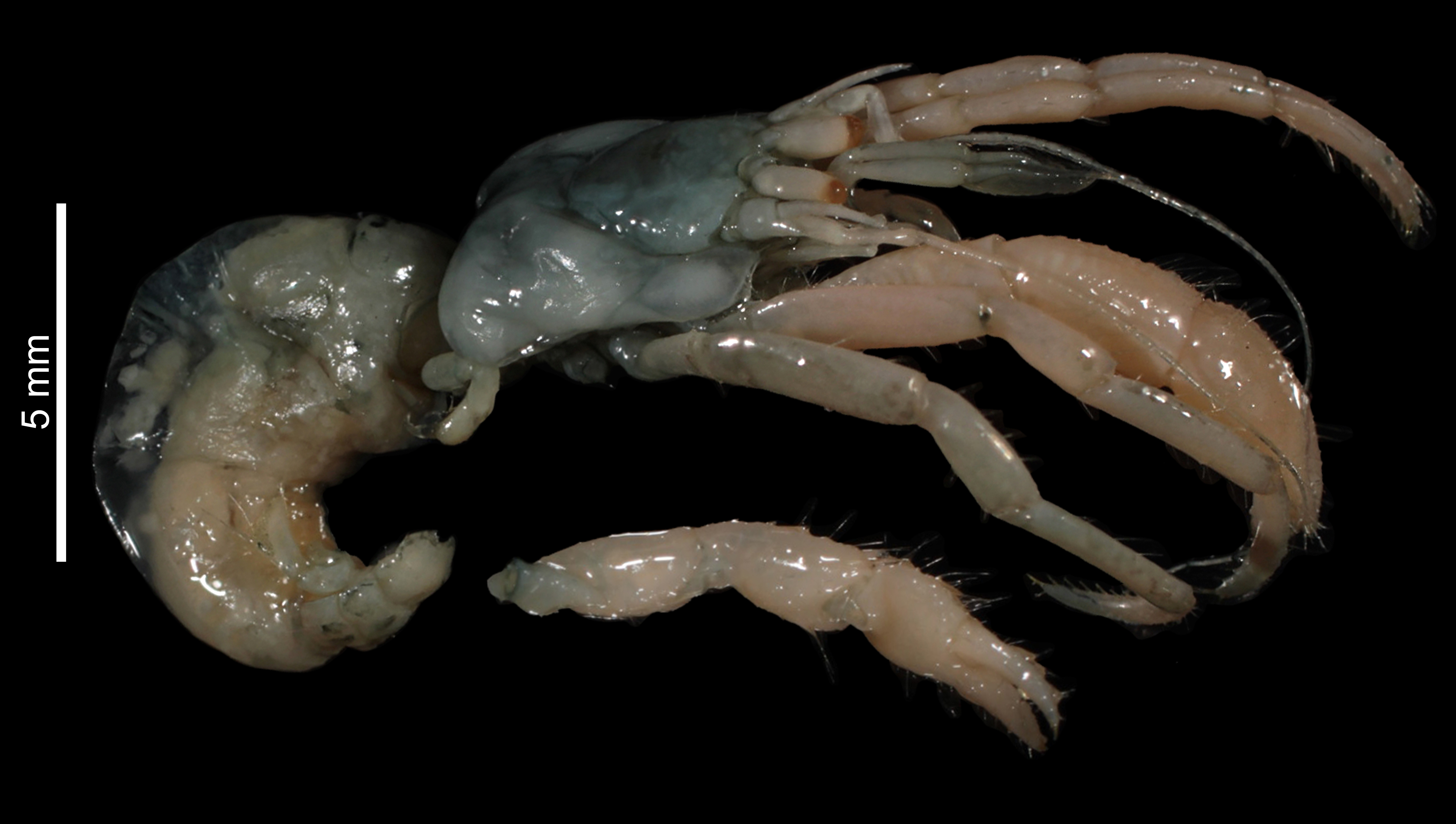
Michelopagurus tangaloa
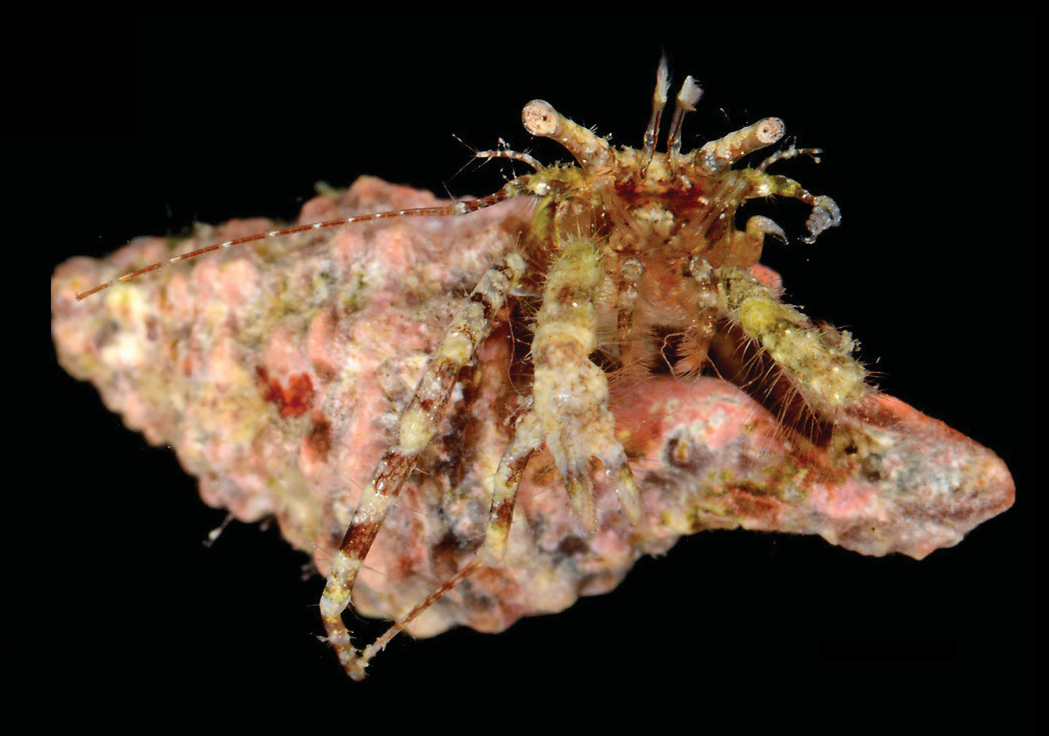
Nematopaguroides karukera
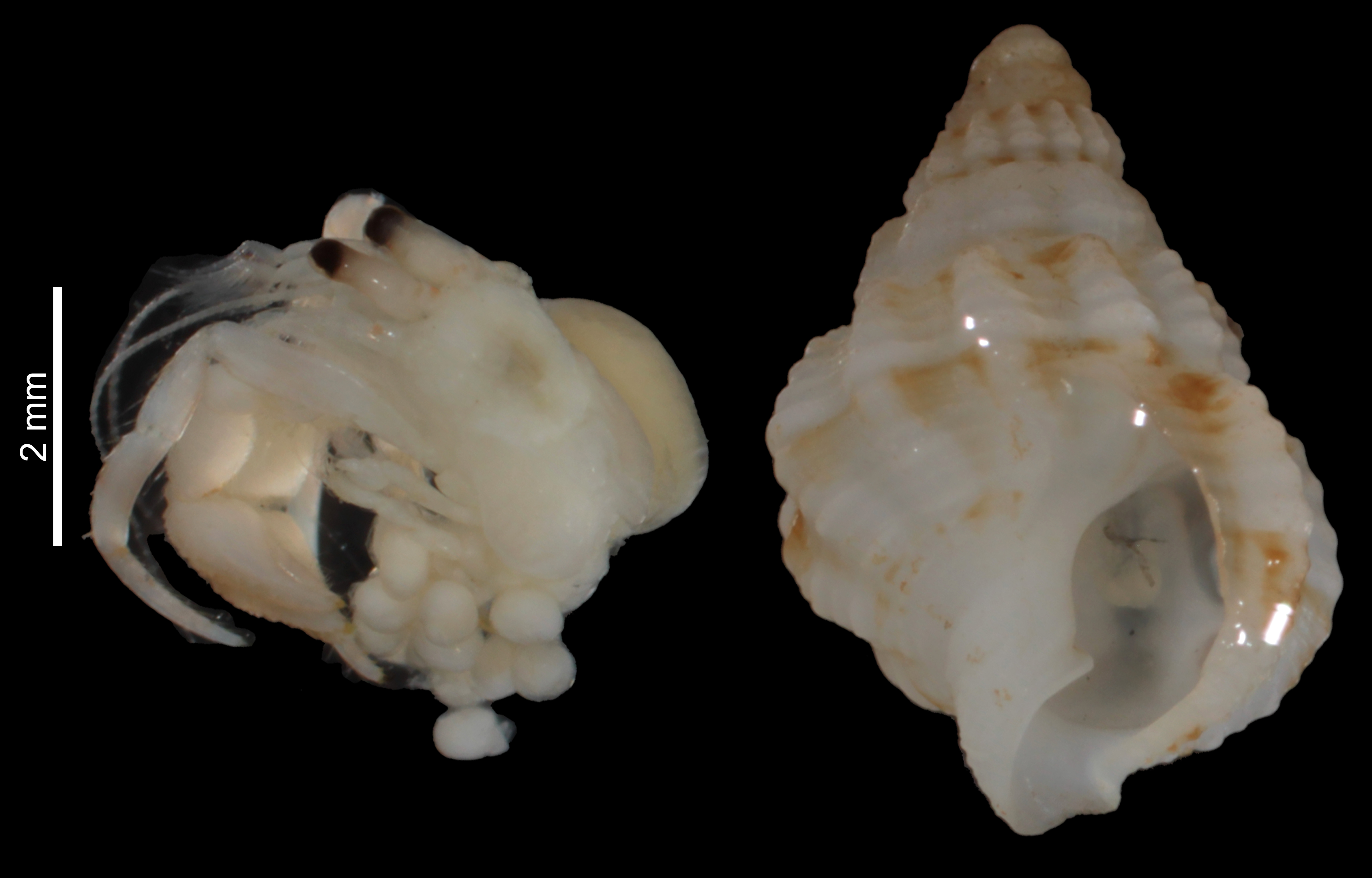
Pagurellus jenniferae
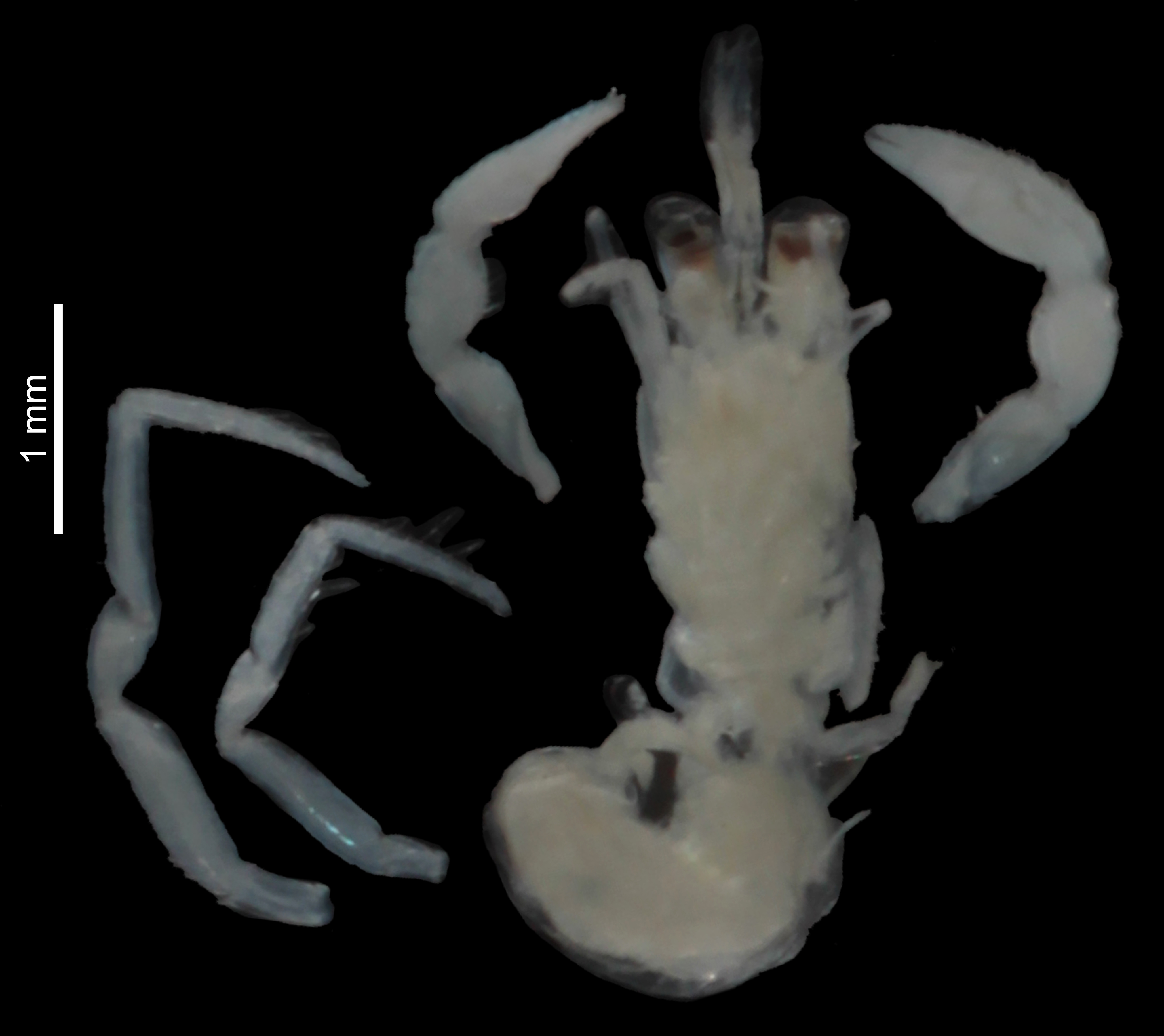
Pagurina bifida
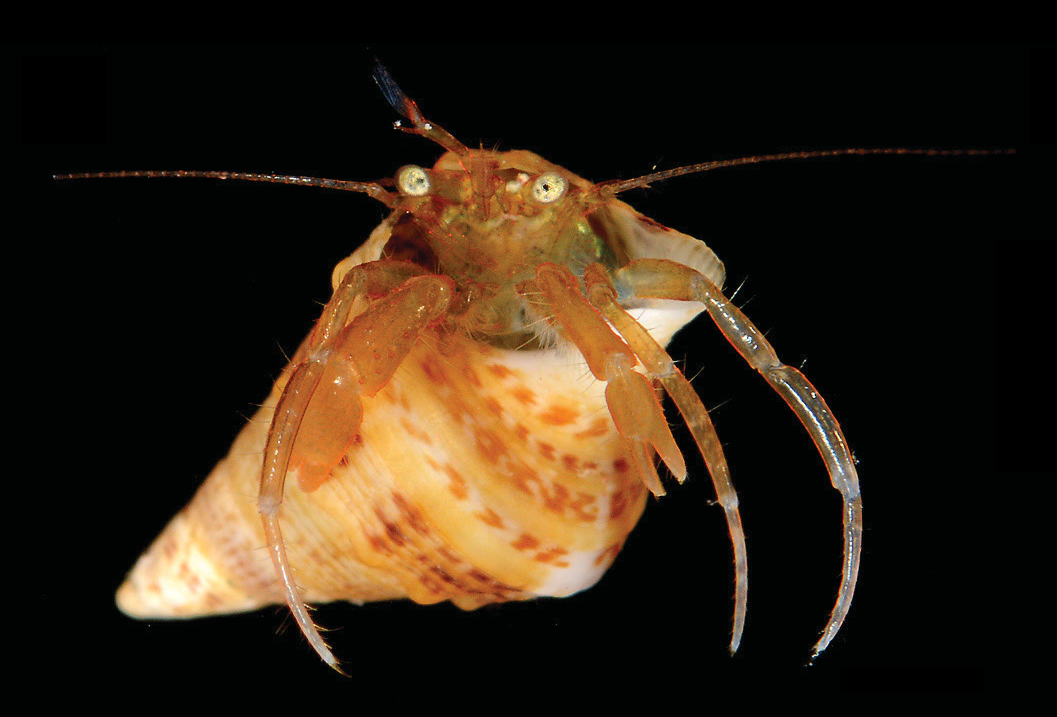
Paguriscus robustus
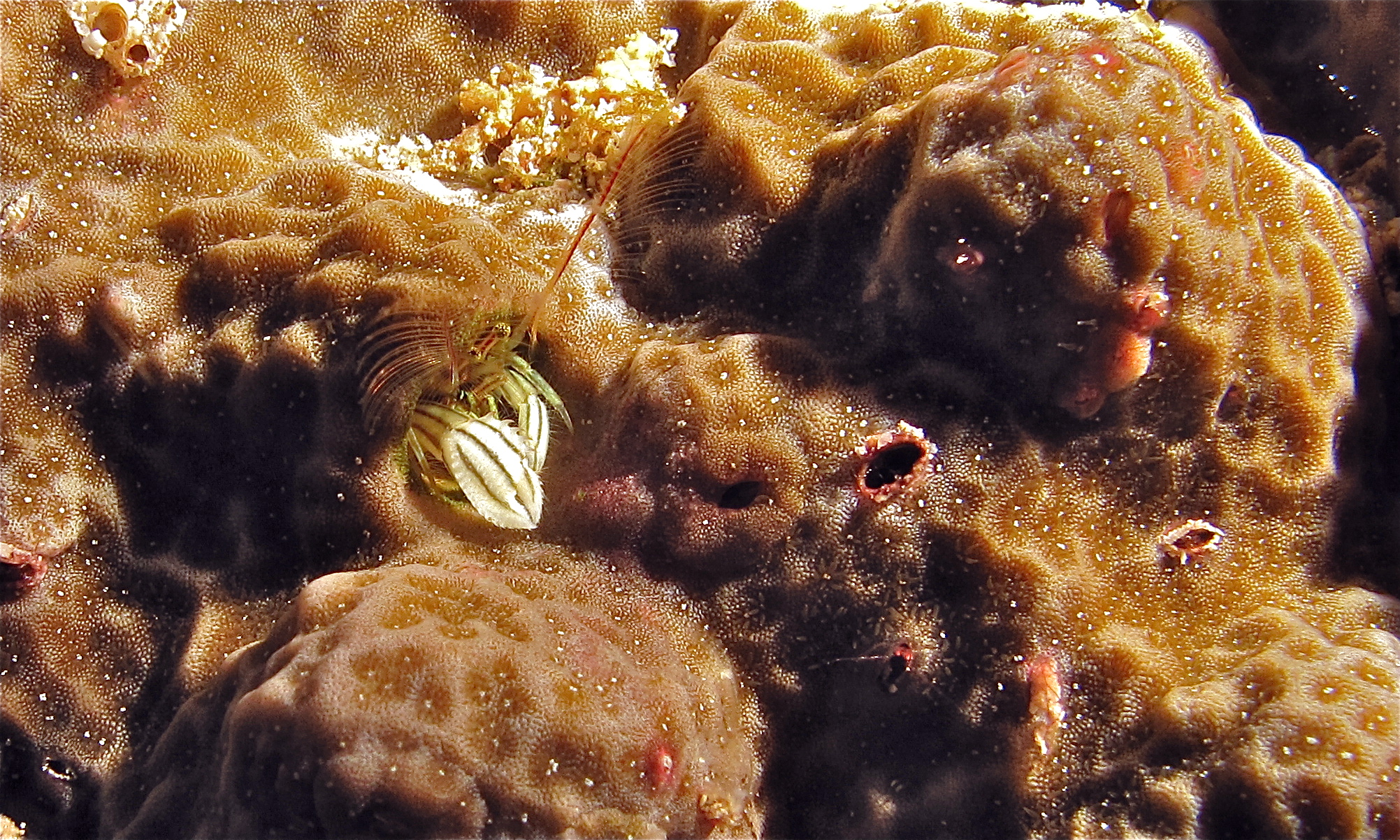
Paguritta gracilipes
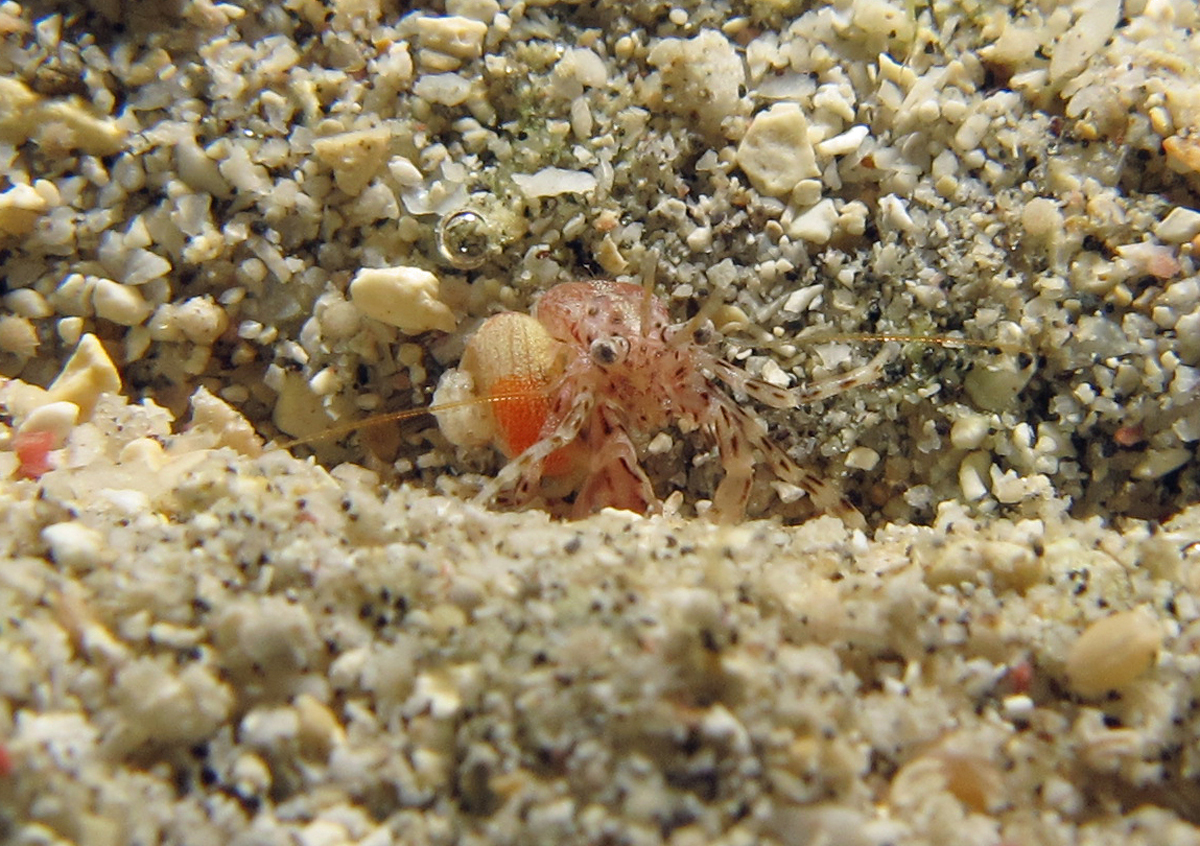
Pagurixus haigae
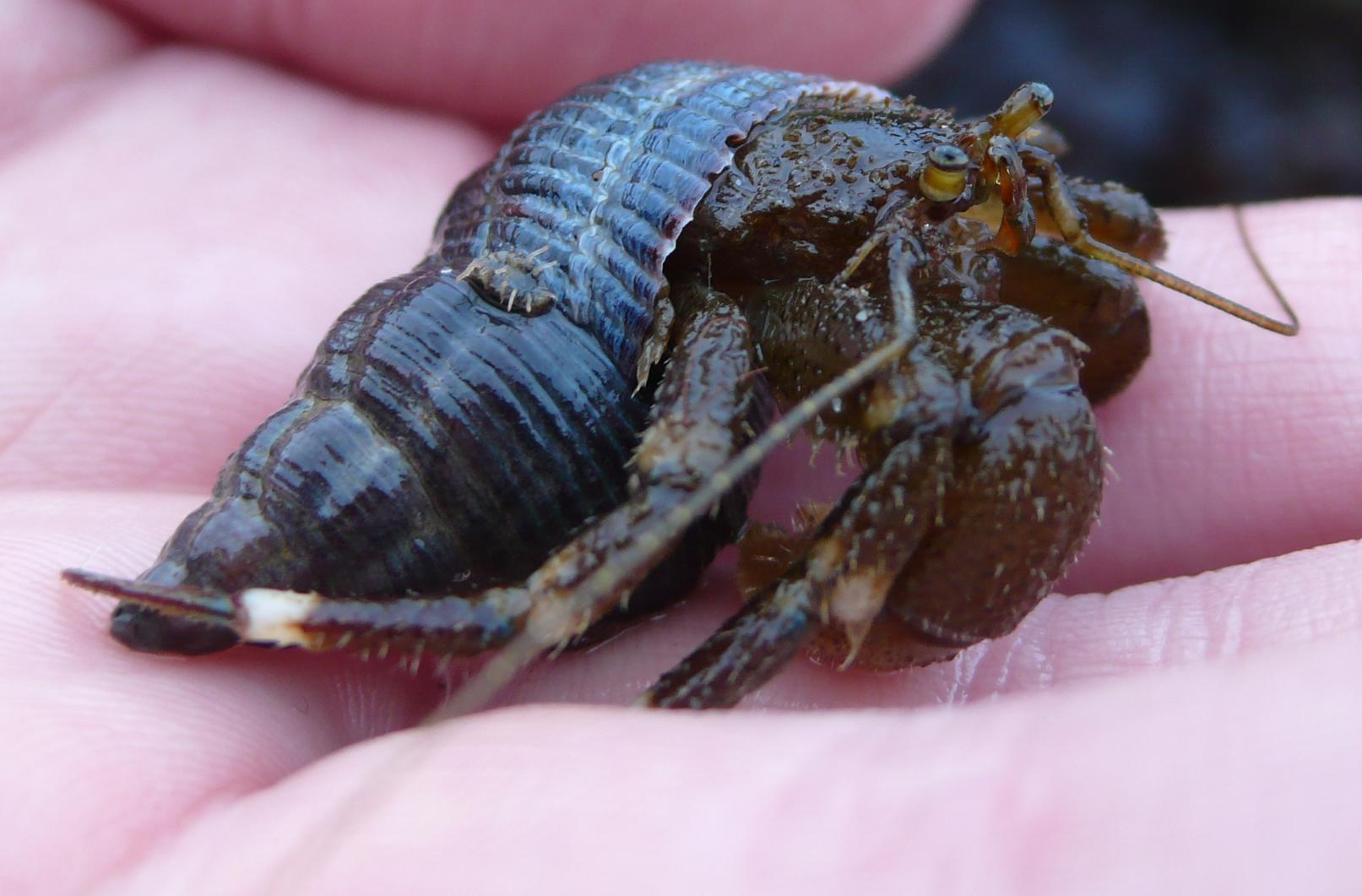
Pagurus hirsutiusculus
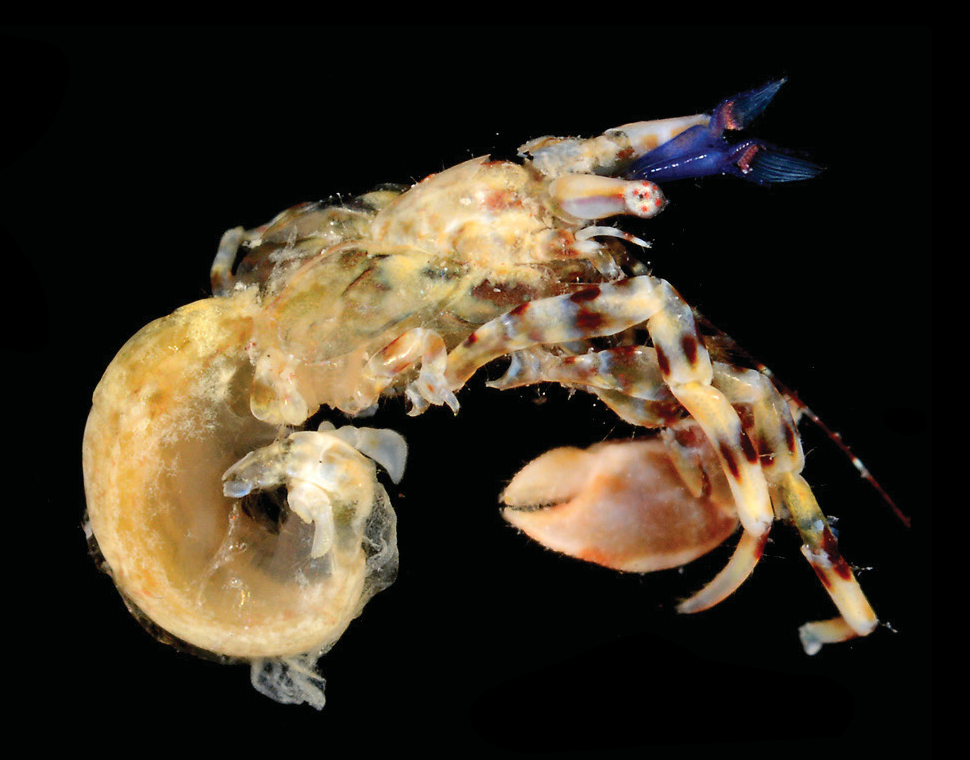
Pylopaguridium markhami
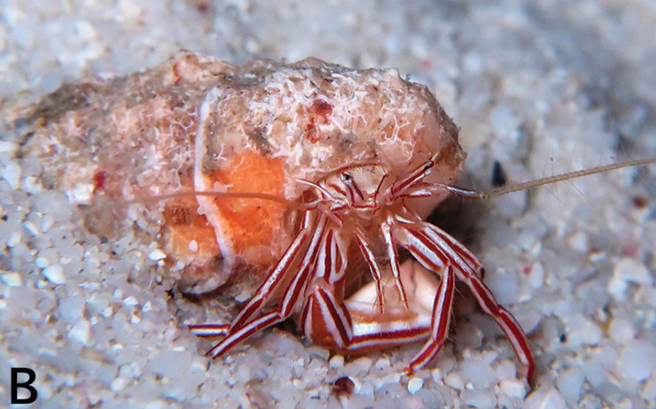
Pylopaguropsis mollymullerae
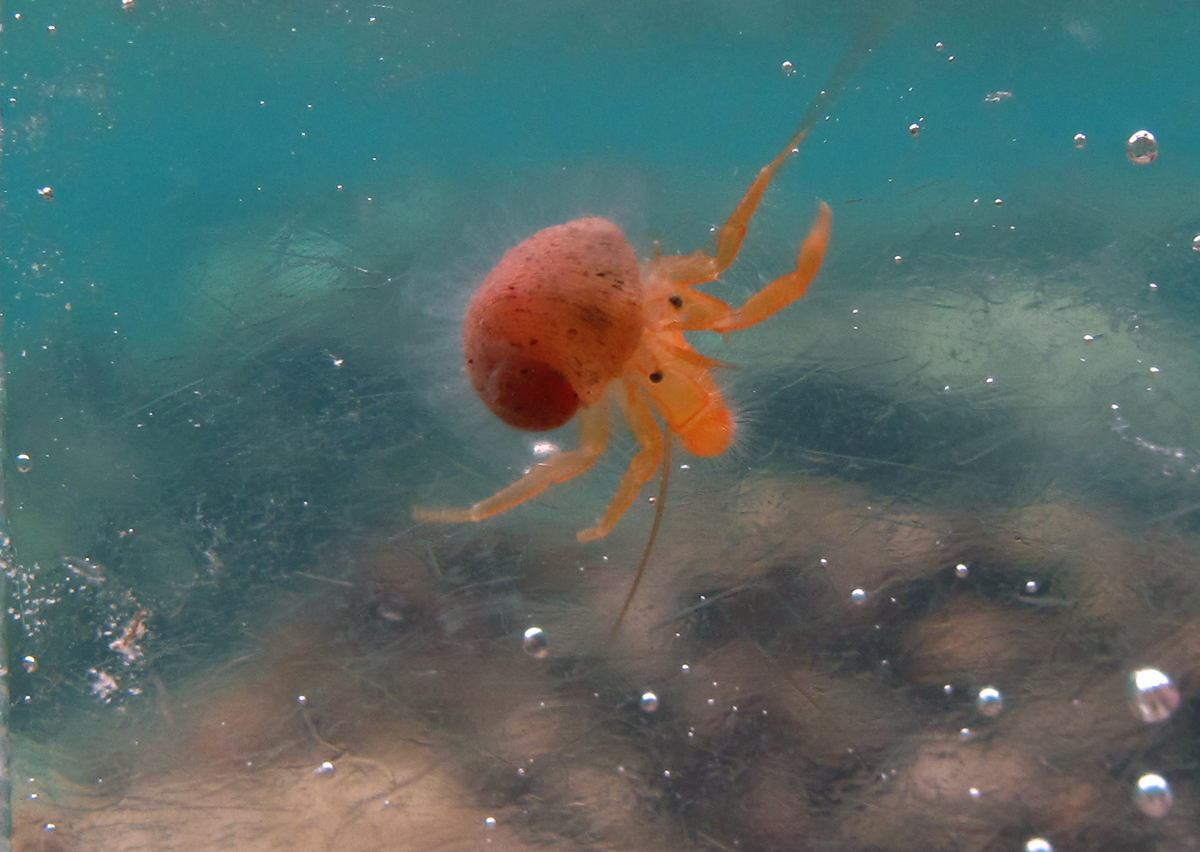
Trichopagurus trichophthalmus